# Perilitus brunneus
Perilitus brunneus är en stekelart som beskrevs av Niezabitowski 1910. Perilitus brunneus ingår i släktet Perilitus och familjen bracksteklar. Inga underarter finns listade i Catalogue of Life.